# Ría de Tina Mayor
Die Ría de Tina Mayor ist eine Ría im Norden Spaniens zwischen den Autonomen Gemeinschaften Spaniens Kantabrien und Asturien beziehungsweise den Municipios Unquera und Ribadedeva, wird gebildet durch das Ästuar des Río Deva und mündet in den Golf von Biskaya.
Die Gesamtlänge ab Unquera (43° 22′ N, 4° 31′ W), wo der Deva den Namen Tina Mayor erhält, beträgt anderthalb Kilometer, die Breite bis über 100 Meter. Die Gesamtfläche beläuft sich auf 82 Hektar. 
Die Ría mit teilweise steil abfallenden Kalkstein-Ufern ist schiffbar und spielte in der Geschichte eine Rolle beim Abtransport von Bergbauprodukten wie Zink und Schwefel.
Das Gewässer wird vom Camino de la Costa (Europastraße 70/Autopista AP-8) überquert. Auf der Ostseite verläuft die Regionalstraße CA-380.